# Магнитосфера Юпитера
Магнитосфе́ра Юпи́тера — полость, создаваемая в солнечном ветре планетарным магнитным полем Юпитера, в которой происходят разнообразные процессы взаимодействия солнечного ветра, межпланетного магнитного поля, собственного магнитного поля Юпитера и окружающей его плазмы. Простираясь более чем на 7 миллионов километров по направлению к Солнцу и почти до орбиты Сатурна в противоположном направлении, магнитосфера Юпитера является самой крупной и мощной среди всех планетарных магнитосфер Солнечной системы, а по объёму представляет собой самую большую непрерывную структуру в Солнечной системе после гелиосферы. Магнитосфера Юпитера, более широкая и плоская, и несколько порядков величины мощнее, чем магнитосфера Земли, а её магнитный момент примерно в 18 000 раз больше. Существование магнитного поля Юпитера было впервые установлено по результатам радионаблюдений в конце 1950-х годов и непосредственно наблюдалось космическим аппаратом «Пионер-10» в 1973 году.
Внутреннее магнитное поле Юпитера генерируется электрическим током, текущим во внешнем ядре планеты, которое состоит из металлического водорода. Вулканические извержения на спутнике Юпитера Ио выбрасывают в космос большой объём оксида серы, формируя крупный газовый тор вокруг планеты. Силы магнитного поля Юпитера заставляют тор вращаться с той же угловой скоростью и в том же направлении, что и планета. Тор пополняет магнитное поле планеты плазмой, которая в процессе вращения растягивается в блиноподобную структуру, известную как магнитный диск. В отличие от магнитосферы Земли, магнитосфера Юпитера формируется в основном за счёт плазмы Ио и собственного вращения, а не за счёт солнечного ветра. Мощные токи, протекающие в магнитосфере, служат причиной устойчивых полярных сияний вокруг планетарных полюсов и заметных колебаний в радиоизлучении, что значит, что Юпитер может в некоторых отношениях рассматриваться в качестве очень слабого радиопульсара. Полярные сияния Юпитера наблюдались почти во всех частях электромагнитного спектра, включая инфракрасную, видимую, ультрафиолетовую и мягкую рентгеновскую.
Магнитосфера улавливает и ускоряет частицы, создавая интенсивные радиационные пояса наподобие земных поясов Ван Аллена, но в тысячи раз более мощные. Взаимодействие энергичных частиц с поверхностями крупнейших спутников Юпитера заметно влияет на их химические и физические свойства. Эти же частицы влияют на движение частиц в разреженной планетарной кольцевой системе Юпитера и сами подвергаются его влиянию. Радиационные пояса представляют серьёзную опасность для космических кораблей и потенциальных пилотируемых экспедиций.

## Структура
Юпитерианская магнитосфера — это сложная структура, включающая в себя головную ударную волну, магнитослой, магнитопаузу, хвост магнитосферы, магнитодиск и прочие компоненты. Магнитное поле вокруг Юпитера создаётся за счёт целого ряда явлений, например за счёт жидкостной циркуляции в ядре планеты (внутреннее поле), электрическим током в плазме, окружающей Юпитер, и токами, текущими на границе планетарной магнитосферы. Магнитосфера погружена в плазму солнечного ветра, несущую с собой межпланетное магнитное поле.

### Внутреннее магнитное поле
Большая часть юпитерианского магнитного поля, подобно земному, генерируется внутренним динамо, поддерживаемым циркуляцией проводящей жидкости в его внешнем ядре. Но в то время как земное ядро состоит из расплавленного железа и никеля, ядро Юпитера состоит из металлического водорода. Подобно земному, юпитерианское магнитное поле представляет собой главным образом диполь, с северным и южным магнитными полюсами на противоположных концах магнитной оси. Однако на Юпитере северный и южный магнитные полюса диполя лежат в одноимённых полушариях планеты, тогда как в случае Земли, напротив, северный магнитный полюс диполя расположен в южном полушарии, а южный — в северном. Магнитное поле Юпитера содержит и более высокие мультипольные компоненты — квадрупольную, октупольную и т. д., но они как минимум на порядок слабее дипольной компоненты.
Диполь наклонён примерно на 10° относительно оси вращения Юпитера; это наклонение близко к земному (11,3°). Экваториальная индукция магнитного поля составляет примерно 428 мкТл (4,28 Гс, примерно в 10 раз больше земного), что соответствует магнитному моменту диполя около 1,53⋅1020 Тл·м³ (в 18 000 раз больше земного). Юпитерианское магнитное поле вращается с той же угловой скоростью, что и область под атмосферой, с периодом в 9 ч 55 м. Никаких заметных изменений в мощности или структуре не наблюдалось с момента первых измерений «Пионера-10» в середине 1970-х.

### Размер и форма
Внутреннее магнитное поле Юпитера препятствует прямому взаимодействию солнечного ветра (поток ионизированных частиц, истекающий из солнечной короны) с его атмосферой и вместо этого отклоняет его от планеты, фактически создавая полость в потоке солнечного ветра, называемую магнитосферой, состоящей из плазмы, отличной от плазмы солнечного ветра. Юпитерианская магнитосфера настолько велика, что если в ней разместить Солнце даже с его видимой короной, то там всё равно останется достаточно пространства. Если бы её можно было наблюдать с Земли, она бы занимала на небе пространство в пять с лишним раз большее полной луны, несмотря на то, что Юпитер находится более чем в 1700 раз дальше Луны.
Как и в случае с земной магнитосферой, граница, разделяющая более плотную и холодную плазму солнечного ветра от более горячей и менее плотной в магнитосфере Юпитера, называется магнитопаузой. Расстояние между магнитопаузой и центром планеты составляет от 45 до 100 RJ (где RJ = 71 492 км — радиус Юпитера) на подсолнечной точке — нефиксированной точке на поверхности планеты, где Солнце будет находиться непосредственно над наблюдателем. Положение магнитопаузы зависит от давления, оказываемого солнечным ветром, которое, в свою очередь, зависит от уровня солнечной активности. Перед магнитопаузой (на расстоянии от 80 до 130 RJ от центра планеты) находится головная ударная волна, волнообразное возмущение в солнечном ветре, вызываемое его столкновением с магнитосферой. Область между магнитопаузой и головной ударной волной именуется магнитным переходным слоем, или магнитослоем.

Схематическое представление магнитосферы, где плазмосфера (7) обращена к тору из плазмы и магнитослою

За ночной стороной планеты солнечный ветер вытягивает линии магнитного поля Юпитера в длинный, вытянутый хвост магнитосферы, который порою вытягивается даже за орбиту Сатурна. По своей структуре хвост юпитерианской магнитосферы напоминает земной. Он состоит из двух «лепестков» (области, отмеченные голубым на схеме). Магнитное поле в южном лепестке направлено в сторону Юпитера, а в северном — от него. Лепестки разделены тонкой прослойкой плазмы, называющейся хвостовым токовым слоем (вытянутая оранжевая зона на схеме). Как и земной, юпитерианский магнитосферный хвост — это канал, через который солнечная плазма попадает во внутренние регионы магнитосферы, где нагревается и формирует радиационные пояса на расстоянии менее чем 10 RJ от Юпитера.
Форма магнитосферы Юпитера, описанная выше, поддерживается:
1. нейтральным токовым слоем (также известным как магнитохвостовой ток), который течёт в направлении вращения Юпитера через хвостовой плазменный слой;
2. потоками плазмы внутри хвоста, текущими против вращения Юпитера на внешней границе хвоста магнитосферы;
3. магнитопаузными токами (или токами Чапмана — Ферраро), которые текут против вращения планеты на дневной стороне магнитопаузы[11]. Эти токи создают магнитное поле, которое обнуляет (компенсирует) внутреннее поле Юпитера за пределами магнитосферы[16]. Они также активно взаимодействуют с солнечным ветром[11].

Традиционно магнитосферу Юпитера делят на три части: внутреннюю, среднюю и внешнею магнитосферу. Внутренняя лежит на расстоянии до 10 RJ от центра планеты. Магнитное поле внутри неё представляет собой преимущественно диполь, потому что вклад от токов, проходящих через экваториальный плазменный слой, здесь весьма незначителен. В средней (между 10 и 40 RJ) и внешней (далее 40 RJ) магнитосфере магнитное поле отклоняется от дипольной структуры и серьёзно возмущается воздействием плазменного слоя (см. ниже раздел Магнитный диск).

### Роль Ио

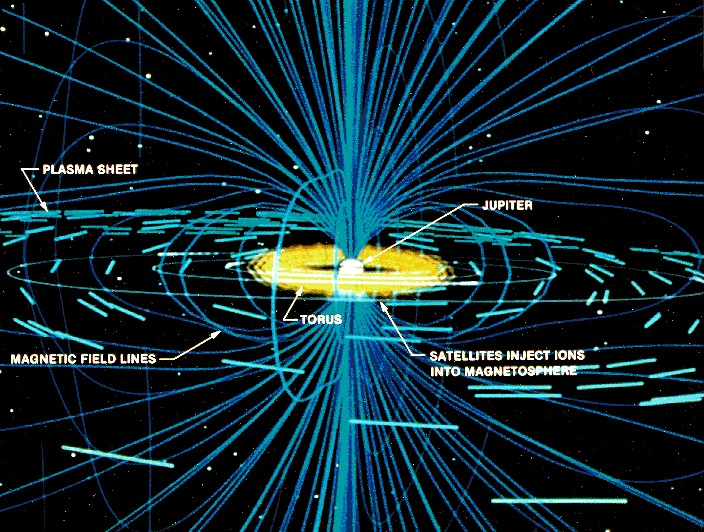
Взаимодействие Ио с магнитосферой Юпитера. Плазменный тор Ио выделен жёлтым

Хотя в целом магнитосфера Юпитера напоминает формой земную, вблизи от планеты их структуры сильно отличаются. Вулканически активный спутник Юпитера Ио сам по себе является мощным источником плазмы и каждую секунду добавляет в магнитосферу Юпитера до 1000 кг нового материала.. Сильные вулканические извержения на Ио поднимают в открытый космос сернистый газ, бо́льшая часть которого диссоциируется на атомы и ионизируется солнечной ультрафиолетовой радиацией. В результате образуются ионы серы и кислорода: S+, O+, S2+ и O2+. Эти ионы покидают атмосферу спутника, формируя плазменный тор Ио: массивное и относительно холодное кольцо из плазмы, окружающее Юпитер вдоль орбиты спутника. Температура плазмы внутри тора достигает 10—100 эВ (100 000—1 000 000 К), что намного ниже, чем энергия частиц в радиационных поясах — 10 кэВ (100 млн К). Плазма в торе вынуждена вращаться вместе с Юпитером, то есть у них одинаковый период вращения. (такое синхронное вращение называется коротацией). Тор Ио оказывает значимое воздействие на динамику всей магнитосферы Юпитера.
В результате нескольких процессов, среди которых главную роль играют диффузия и обменная неустойчивость, плазма медленно покидает окрестности планеты. Когда плазма удаляется от Юпитера, радиальные токи, протекающие сквозь неё, постепенно увеличивают свою скорость, поддерживая коротацию. Эти радиальные токи также служат источником азимутальной компоненты магнитного поля, которая в результате прогибается назад относительно направления вращения. Концентрация частиц в плазме уменьшается с 2000 см−3 в торе Ио до примерно 0,2 см−3 на расстоянии в 35 RJ. В средней магнитосфере, на расстоянии более чем в 20 RJ от Юпитера, коротация постепенно прекращается, и плазма вращается медленнее, чем планета. В конечном счёте, на расстоянии в более чем 40 RJ (во внешней магнитосфере) плазма окончательно покидает магнитное поле и уходит в межпланетное пространство через хвост магнитосферы. Двигаясь наружу, холодная и плотная плазма меняется местами с горячей разреженной плазмой (с температурой в 20 кэВ (200 млн K) или выше), двигающейся из внешней магнитосферы. Эта плазма, приближаясь к Юпитеру и сжимаясь, адиабатически нагревается, формируя радиационные пояса во внутренней магнитосфере.

### Магнитный диск
В отличие от магнитного поля Земли, имеющего приблизительно каплеобразную форму, поле Юпитера более сплющено, больше напоминает диск и периодически качается относительно оси. Основной причиной такой дискообразной конфигурации служит центробежная сила, вызываемая коротацией плазмы и магнитного поля, а также тепловым давлением горячей плазмы. Оба явления приводят к растяжению линий магнитного поля, формируя на расстоянии свыше 20 RJ от планеты сплющенную, блинообразную структуру, известную под названием «магнитный диск». В средней плоскости, примерно вблизи магнитного экватора, этот диск содержит тонкий токовый слой. Линии магнитного поля направлены от Юпитера над этим слоем и к Юпитеру — под ним. Плазма, поступающая от Ио, значительно увеличивает размеры магнитосферы Юпитера, поскольку магнитный диск создаёт дополнительное внутреннее давление, которое уравновешивает давление солнечного ветра. Расстояние от планеты до магнитопаузы в «подсолнечной точке», равное в среднем 75 RJ, в отсутствие Ио уменьшилось бы до 43 RJ.

## Динамика

### Ротация и радиальные токи

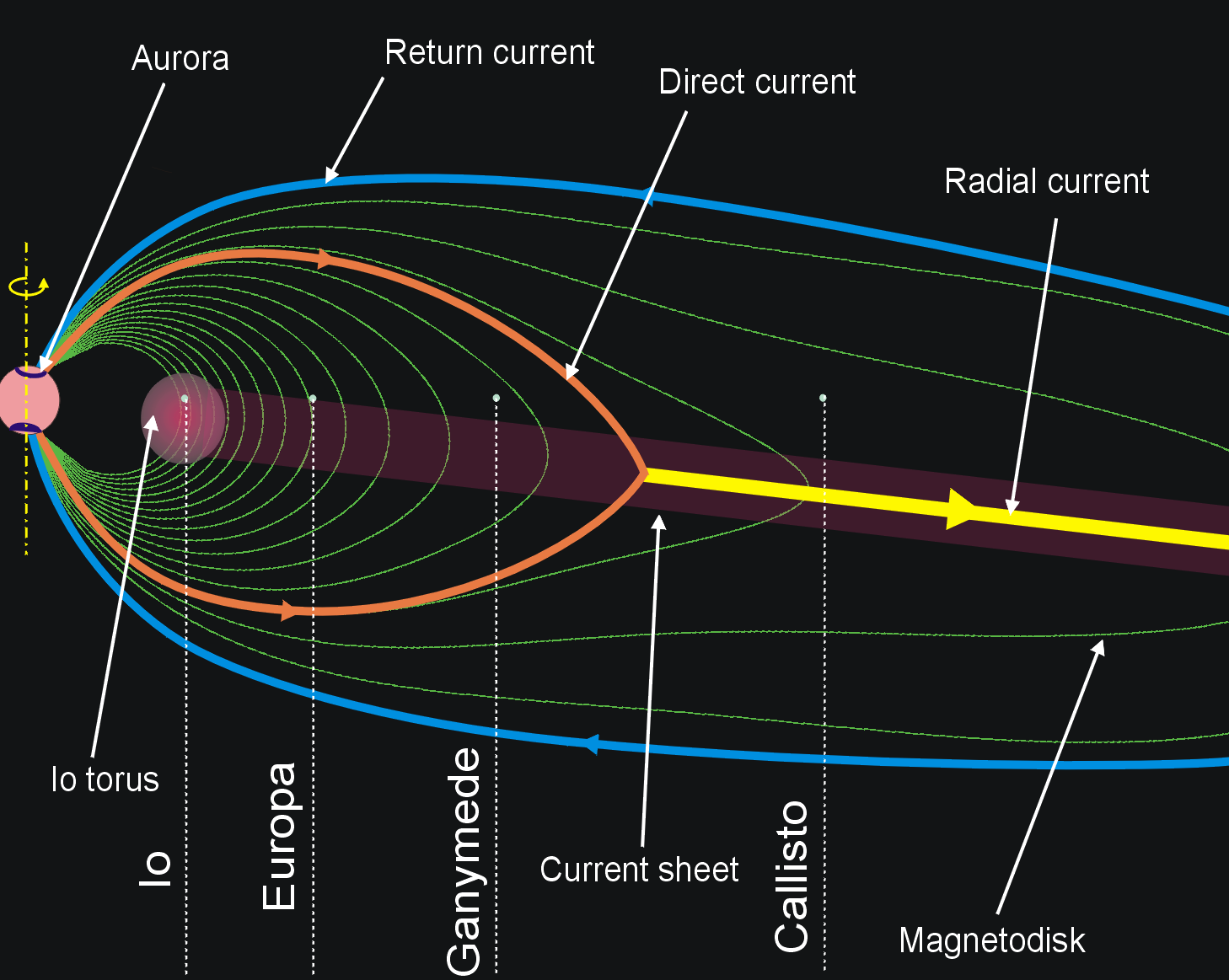
Магнитное поле Юпитера и ротация токов

Основным движителем магнитосферы Юпитера служит процесс вращения планеты. В этом отношении Юпитер похож на устройство под названием униполярный генератор. Когда Юпитер вращается, его ионосфера движется относительно дипольного магнитного поля планеты. Так как дипольный магнитный момент указывает в направлении вращения,сила Лоренца, которая появляется в результате этого движения, движет отрицательно заряженные электроны к полюсам, а позитивно заряженные ионы движет к экватору. Как результат, полюса становятся негативно заряженными а регионы близкие к экватору заряженными позитивно. Так как магнитосфера Юпитера наполнена высоко-проводящей плазмой, электрическая цепь замыкается через неё. Ток называемый постоянным течет вдоль линий магнитного поля из ионосферы в экваториальный плазменный слой. Затем ток радиально распространяется от планеты внутри экваториального плазменного слоя и в конце концов возвращается в планетарную ионосферу из внешних областей магнитосферы по силовым линиям соединенным с полюсами. Токи, которые двигаются вдоль силовых линий магнитного поля, обычно называют токами Биркеланда. Радиальные токи взаимодействуют с магнитным полем планеты, и рождающаяся в процессе сила Лоренца ускоряют магнитосферную плазму в направлении вращения планеты. Это основной механизм, который поддерживает ротацию плазмы в юпитерианской магнитосфере.
Ток, протекающий из ионосферы в плазменный слой, особо силен, когда соответствующая часть плазменного слоя вращается медленнее чем планета. Ротация ухудшается в регионе между 20 и 40 RJ от Юпитера. Этот регион соответствует магнитодиску, где магнитное поле сильно растянуто. Сильный постоянный ток в магнитодиске рождается в строго определённом диапазоне широт около 16 ± 1° от Юпитерианских магнитных полюсов. Эти узкие регионы соответствуют основным овалам полярных сияний Юпитера. (см.ниже.) Обратный ток протекающий из внешней магнитосферы в районе 50 RJ входит в юпитерианскую ионосферу вблизи от полюсов, и замыкает электрическую цепь. Полный радиальный ток предположительно оценивается от 60 до 140 миллионов ампер.
Ускорение плазмы в ходе ротации приводит к передаче энергии вращения Юпитера в кинетическую энергию плазмы. В этом смысле юпитерианская магнитосфера поддерживается вращением планеты, тогда как земная в основном поддерживается солнечным ветром.

### Перестановочная неустойчивость плазмы и перезамыкание силовых линий
Главная проблема в расшифровке динамики юпитерианской магнитосферы заключается в том, как происходит передача тяжелой холодной плазмы из тора Ио на расстоянии в 6 RJ во внешнюю магнитосферу на дистанции в 50 RJ. Точный механизм такого трансфера достоверно не известен, но гипотетически это может быть результатом диффузии плазмы в результате перестановочной неустойчивости плазмы. Процесс напоминает неустойчивость Рэлея — Тейлора в гидродинамике. В случае с юпитерианской магнитосферой центробежная сила играет роль силы тяжести; роль тяжёлой жидкости играет холодная и плотная плазма с Ио, а роль лёгкой — горячая и менее плотная плазма из внешней магнитосферы. Перестановочная неустойчивость плазмы приводит к обмену между внутренними и внешними частями магнитосферы трубками силовых линий, наполненными плазмой. Опустошённые трубки двигаются в сторону планеты, в то время как наполненные плазмой с Ио удаляются от Юпитера. Этот взаимообмен трубками силовых линий вызывает своеобразную магнитосферную турбулентность.

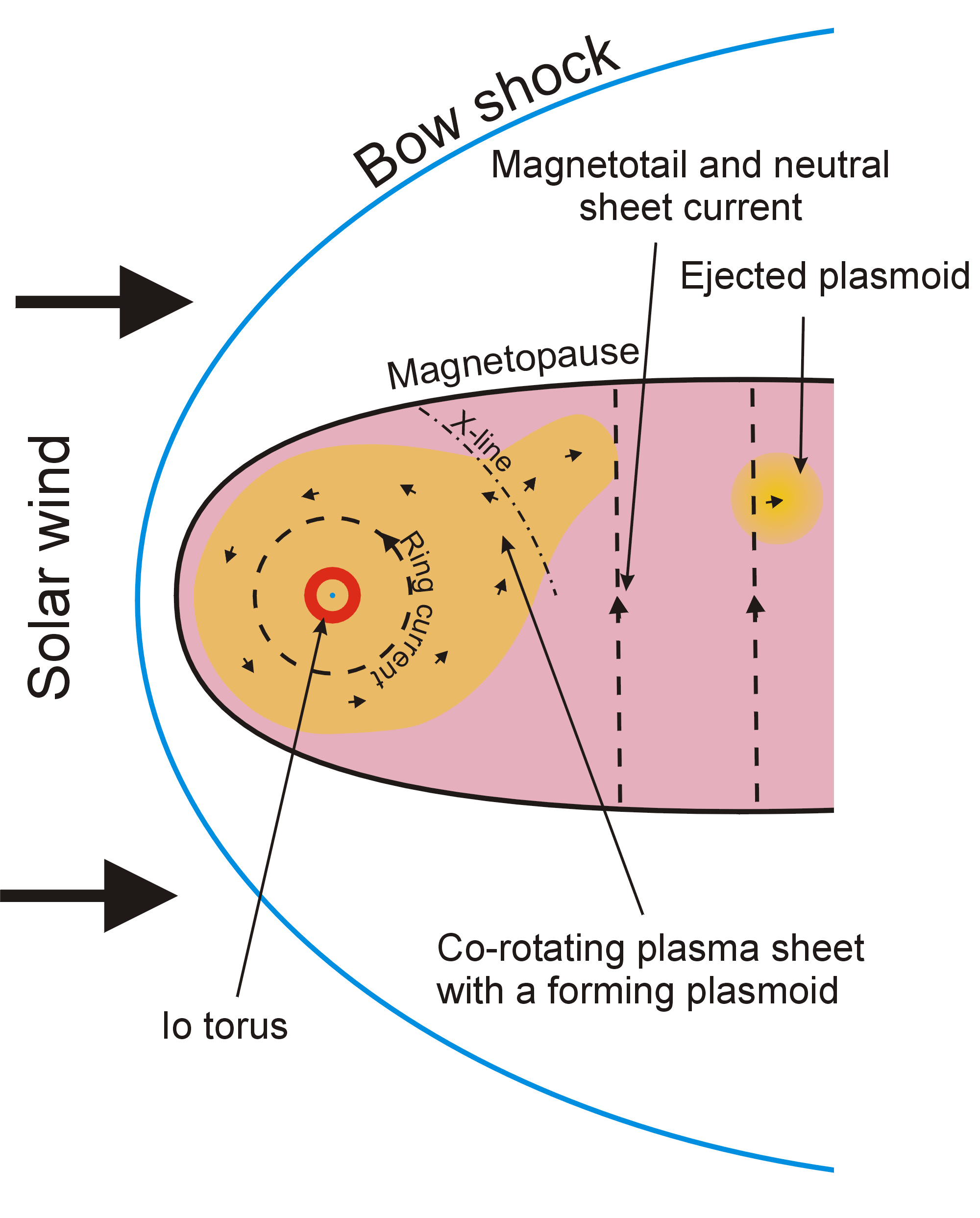
Магнитосфера Юпитера, как она видится над северным полюсом

Эта сугубо гипотетическая теория обмена трубками силовых линий частично подтвердилась при пролёте Галилео, который обнаружил регионы с пониженной плотностью плазмы и увеличение напряженности поля во внутренней магнитосфере. Эти пустоты могут соответствовать практически пустым трубкам силовых линий прибывающим из внешней магнитосферы. В средней магнитосфере, Галилео зафиксировал явление, которое происходит когда горячая плазма из внешней магнитосферы сталкивается с магнитодиском, что приводит к увеличению потока высокоэнергичных частиц и укрепляет магнитное поле. Однако механизм, переносящий холодную плазму вовне, пока не известен.
Когда трубки силовых линий, наполненные холодной плазмой с Ио, достигают внешней магнитосферы, они проходят через процесс перезамыкания силовых линий, который отделяет магнитное поле от плазмы. Затем она возвращается через внутреннюю магнитосферу в трубках силовых линий, полных горячей и менее плотной плазмой, а последняя судя по всему выбрасывается в хвост магнитосферы в форме плазмоидов—больших сгустков плазмы. Процесс перезамыкания силовых линий может соответствовать глобальным явлениям «реконфигурирования» которые наблюдал КА Галилео, и происходившим регулярно каждые 2—3 дня. Явление реконфигурации включали в себя быстрое и хаотичное изменение напряженности магнитного поля и его направленности, а также резкие перемены в движении плазмы, которая прекращала ротацию и вытекала наружу. В основном явление наблюдалось в рассветном секторе ночной магнитосферы. Плазма течет по открытым силовым линиям вдоль хвоста магнитосферы и это называется «планетарным ветром».
Явление перезамыкания силовых линий является аналогом земных магнитных суббурь в магнитосфере. Разница заключается в том, что земные суббури передают накопленную от солнечного ветра энергию в магнитный хвост и высвобождают её через явление пересоединения в слое из нейтральных токов в хвосте магнитосферы. Позднее формируется плазмоид, который движется вдоль хвоста. А в юпитерианской магнитосфере энергия вращения сохраняется в магнитодиске и высвобождается в виде плазмоидов, отделяющихся от диска.

### Влияние солнечного ветра
В то время как динамика магнитосферы Юпитера в основном зависит от внутренних источников энергии, солнечный ветер играет вторичную роль, по большей части как источник высоко-энергетических протонов. Структура внешней магнитосферы демонстрирует некоторые явления свойственные магнитосфере формируемой солнечным ветром, включая выраженную утрене-вечернюю асимметрию. В частности, магнитные линии в вечернем секторе склонены в противоположную сторону относительно утреннего. Помимо этого, в утренней магнитосфере есть открытые силовые линии соединенные с магнитным хвостом, тогда как в вечерней магнитосфере, силовые линии закрыты. Эти наблюдения указывают на то что солнечный ветер вызывающий процесс перезамыкания силовых линий, известный на Земле как цикл Данги, может также иметь место и в юпитерианской магнитосфере.
Степень влияния солнечного ветра на юпитерианскую магнитосферу на данный момент неизвестна; однако оно может быть особо сильно в периоды повышенной солнечной активности. Радио, оптические и рентгеновские излучения полярных сияний, так же, как и синхротронное излучение радиационных поясов, коррелируют с давлением солнечного ветра; а значит, солнечный ветер может влиять на движение плазмы и даже регулировать внутренние процессы в магнитосфере.

## Излучение

### Полярные сияния

Изображение юпитерианских полярных сияний. Показаны основные овалы полярных сияний, полярное излучение и «пятна», создаваемые естественными спутниками Юпитера

На Юпитере постоянно в районе обоих полюсов происходят яркие полярные сияния. В отличие от земных полярных сияний, которые преходящи и случаются только во время повышенной солнечной активности, юпитерианские полярные сияния постоянны, хотя их интенсивность меняется изо дня в день. Они состоят из трёх основных компонентов: основных овалов, ярких, относительно узких (менее 1000 км в ширину) кругообразных образований, растянувшихся около 16° от магнитных полюсов; полярных пятен от естественных спутников планеты, которые соответствуют следам магнитных силовых линий, связывающих юпитерианскую ионосферу с крупнейшими спутниками, и кратковременных выбросов полярного излучения в районе основного овала. Излучение полярных сияний Юпитера была обнаружено во всех частях электромагнитного спектра — от радиоизлучения до рентгеновского (вплоть до 3 кэВ), но ярче всего они излучают в среднем инфракрасном излучении (длина волны 3-4 мкм и 7-14 мкм) и в дальнем ультрафиолетовом спектральных регионах (длина волны 80-180 нм).
Основные овалы — доминирующая составляющая юпитерианских полярных сияний. У них стабильная форма и местоположение, но их интенсивность сильно зависит от давления солнечного ветра: чем сильнее солнечный ветер, тем слабее сияния. Основные овалы поддерживаются сильным притоком электронов, ускоренных электрическим потенциалом плазмы из магнитодиска и юпитерианской ионосферы. Эти электроны несут с собой токи Биркеланда, которые поддерживают ротацию плазмы в магнитодиске. Электрический потенциал кончает расти потому, что разреженная плазма снаружи экваториального слоя может без этих токов переносить только ток ограниченной силы. «Высыпающиеся» электроны обладают энергией в диапазоне 10-100 кэВ и проникают глубоко в атмосферу Юпитера, где они ионизируют и возбуждают молекулярный водород, вызывая ультрафиолетовое излучение. Полная энергия, поступающая в ионосферу, составляет от 10 до 100 ТВт. Токи, протекающие через ионосферу, нагревают её в ходе процесса, называемого «Джоулев нагрев». Этот процесс, производящий до 300 ТВт энергии, отвечает за сильное инфракрасное излучение от юпитерианских полярных сияний и частично за нагрев юпитерианской термосферы.
| Излучение                             | Юпитер     | Пятно Ио   |
| ------------------------------------- | ---------- | ---------- |
| Радио (<0.3 МГц)                      | ~1 ГВт     | ?          |
| Радио (0.3-3 МГц)                     | ~10 ГВт    | ?          |
| Радио (3-40 МГц)                      | ~100 ГВт   | 0.1-1 ГВт  |
| Инфракрасное (углеводороды, 7-14 мкм) | ~40 ТВт    | 30-100 ГВт |
| Инфракрасное (H3+, 3-4 мкм)           | 4-8 ТВт    | 30-100 ГВт |
| Видимое (0.385-1 мкм)                 | 10-100 ГВт | 0.3 ГВт    |
| Ультрафиолетовое (80-180 нм)          | 2-10 ТВт   | ~50 ГВт    |
| Рентгеновское (0.1-3 кэВ)             | 1-4 ГВт    | ?          |

Так называемые «пятна» были обнаружены в соответствии с тремя галилеевыми спутниками: Ио, Европа и Ганимед. Они заметны потому как ротация плазмы замедляется в непосредственной близости от спутников. Наиболее яркое пятно принадлежит Ио, основному источнику плазмы в магнитосфере (см.выше). Пятно Ио как считается, связано с альфвеновскими волнами, идущими от юпитерианской ионосферы в ионосферу Ио. Пятна Европы и Ганимеда гораздо слабее, потому что эти спутники слабые источники плазмы, из за испарения водяного льда с их поверхностей.
Яркие дуги и пятна время от времени появляются внутри основных овалов. Эти кратковременные явления связывают с взаимодействием с солнечным ветром. Силовые линии магнитного поля в этом регионе либо открытые либо отображаются на хвосте магнитосферы. Вторичные овалы наблюдаемые внутри основных могут относиться к границе между открытыми и закрытыми силовыми линиями магнитного поля или к полярным «каспам». Излучение полярных сияний Юпитера напоминает то что возникает вокруг земных полюсов: И те и другие появляются когда электроны ускоренные в направлении планеты, проходят процесс перезамыкания магнитных силовых линий Солнца с планетарными. Регионы в рамках основных овалов излучают немало рентгеновского излучения. В спектре рентгеновского полярного излучения есть спектральные линии сильно ионизированного кислорода и серы, которые вероятно появляются когда высокоэнергичные (сотни килоэлектронвольт) S и O ионы оседают в полярную атмосферу Юпитера. Причина этого оседания остается пока неизвестной.

### Юпитер как пульсар
Юпитер — мощный источник радиоволн в диапазоне от нескольких килогерц до десятков мегагерц. Радиоволны с частотами менее чем примерно 0.3 МГц (а значит, с длиной волн более 1 км) называют Юпитерианским километровым излучением (сокращённо по-английски: KOM). Радиоволны в диапазоне от 0.3 до 3 МГц (с длиной волн от 100 до 1000 м) называют гектометрическим излучением (сокращенно HOM), а излучение между 3 и 40 МГц (с длиной волн от 10 до 100 м) зовут дециметрическим излучением (или сокращенно DAM). Радиоизлучение, впервые наблюдавшееся из космоса на Земле с периодичностью примерно в 10 часов, как оказалось, принадлежало Юпитеру. Сильнейший участок дециметрического излучения, относящийся к Ио и системе токов Ио-Юпитер, называется сокращенно Ио-DAM.

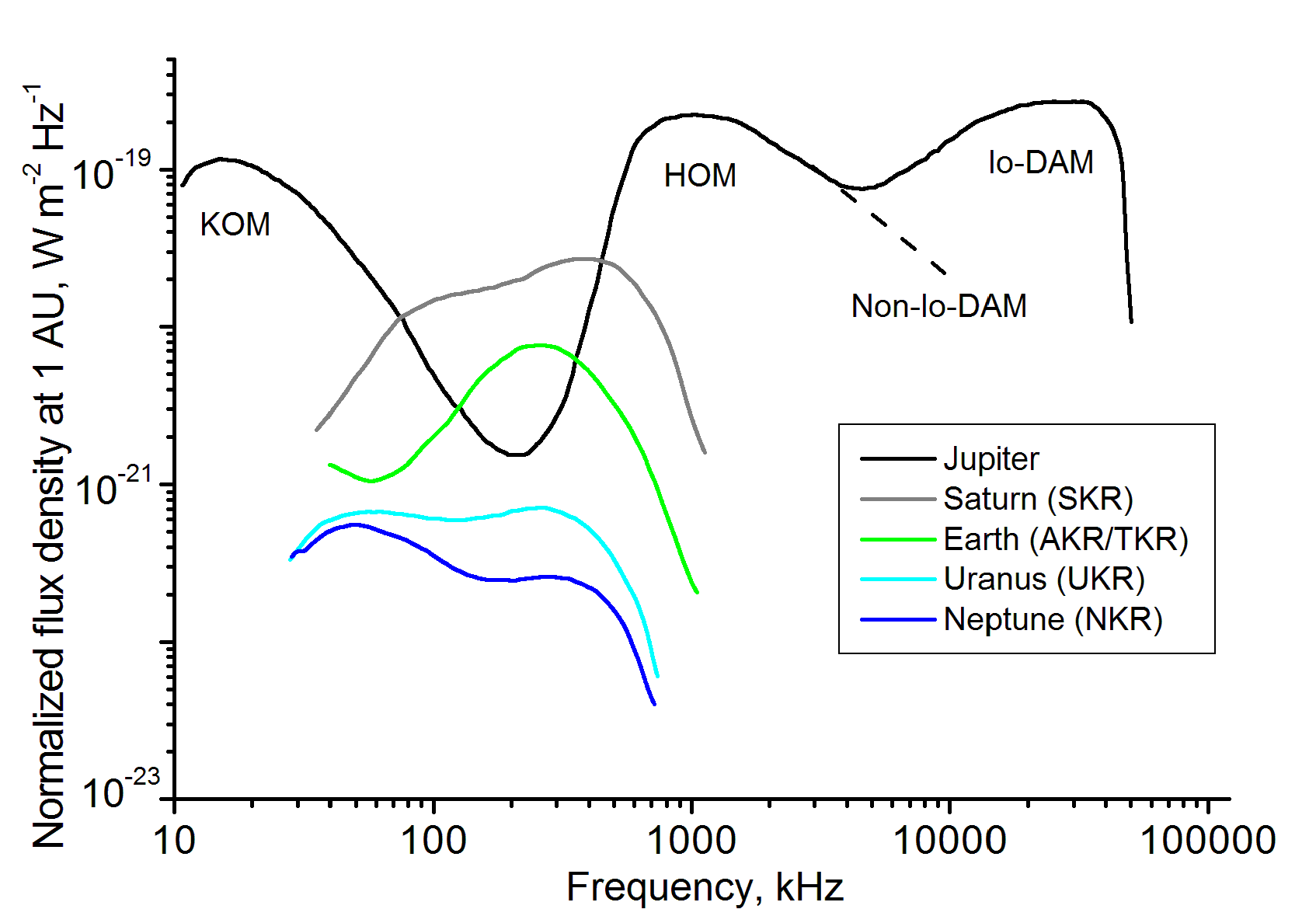
Спектр юпитерианского радиоизлучения в соотношении с спектром четырёх других намагниченных планет, где (N,T,S,U) означает (Нептун, Земля, Сатурн и Уран), а KR означает километровую радиацию

Большинство этого излучения, как считается, создается за счет механизма, называющегося «циклотронной мазерной неустойчивостью», который можно наблюдать вблизи от регионов полярных сияний, когда электроны перемещаются между полюсами. Электроны, вовлеченные в генерацию радиоволн, возможно, те же самые, что переносят токи с полюсов планеты в магнитодиск. Интенсивность радиоизлучения Юпитера, как правило, плавно меняется со временем; однако, Юпитер периодически излучает короткие и мощные всплески излучения (S-всплески), которые могут превосходить прочие компоненты. Полная испускательная способность DAM-компонента около 100 ГВт, совокупная для HOM/KOM-компонентов — около 10 ГВт. Для сравнения, совокупная мощь радиоизлучения с Земли — всего 0.1 ГВт.
Юпитерианское радио- и корпускулярное излучение строго привязано к вращению планеты, что делает планету несколько похожей на пульсар. Периодичность модуляций, вероятно, привязана к асимметрии в магнитосфере Юпитера, а та, в свою очередь, связана с наклоном магнитного момента по отношению к оси вращения планеты и с высокоширотными магнитными аномалиями. Физика, управляющая всплесками в радиоизлучении Юпитера, схожа с той же у пульсаров — отличаются только масштабы, и потому Юпитер нередко считают очень небольшим пульсаром. Замечено, что всплески в радиоизлучении Юпитера также связаны с повышением солнечной активности.
В дополнение к относительно длинноволновому радиоизлучению, Юпитер также испускает синхротронное излучение (также известное как юпитерианское дециметровое излучение или DIM) на частотах в 0.1-15 ГГц (длина волн от 3 м до 2 см), которое является тормозным излучением релятивистских электронов, захваченных во внутренние радиационные пояса планеты. Энергия электронов, сопровождающих DIM-излучение, равняется 0.1 — 100 мэВ, а основной вклад в него вносят электроны с энергией от 1 до 20 мэВ. Это излучение хорошо понятно и изучено, использовалось с начала 1960-х для изучения структуры планетарного магнитного поля и радиационных поясов. Частицы в радиационных поясах происходят из внешней магнитосферы и адиабатически ускоряются, когда попадают во внутреннюю.
Магнитосфера Юпитера выбрасывает потоки из высоко-энергетических электронов и ионов (с энергией до десятков меВ), которые достигают Земной орбиты. Эти потоки частиц высоко коллимированы и разнятся в зависимости от периода вращения планеты, как и радиоизлучение. В этом отношении Юпитер также напоминает пульсар.

## Взаимодействие с кольцами и спутниками
Обширная магнитосфера Юпитера охватывает собой орбиты и четыре галилеевых спутника и кольцевую систему. Вращаясь по орбите вблизи от магнитного экватора, эти тела служат и как источники и как поглотители магнитосферной плазмы, а энергетические частицы из магнитосферы изменяют их поверхности. Частицы распыляют материю с поверхности и вызывают химические реакции через радиолиз. Плазменная ротация с планеты означает что плазма в основном взаимодействует с ведущими полушариями спутников, вызывая асимметрию полушарий. С другой стороны, крупные магнитные поля спутников вносят свой вклад в магнитосферу Юпитера.

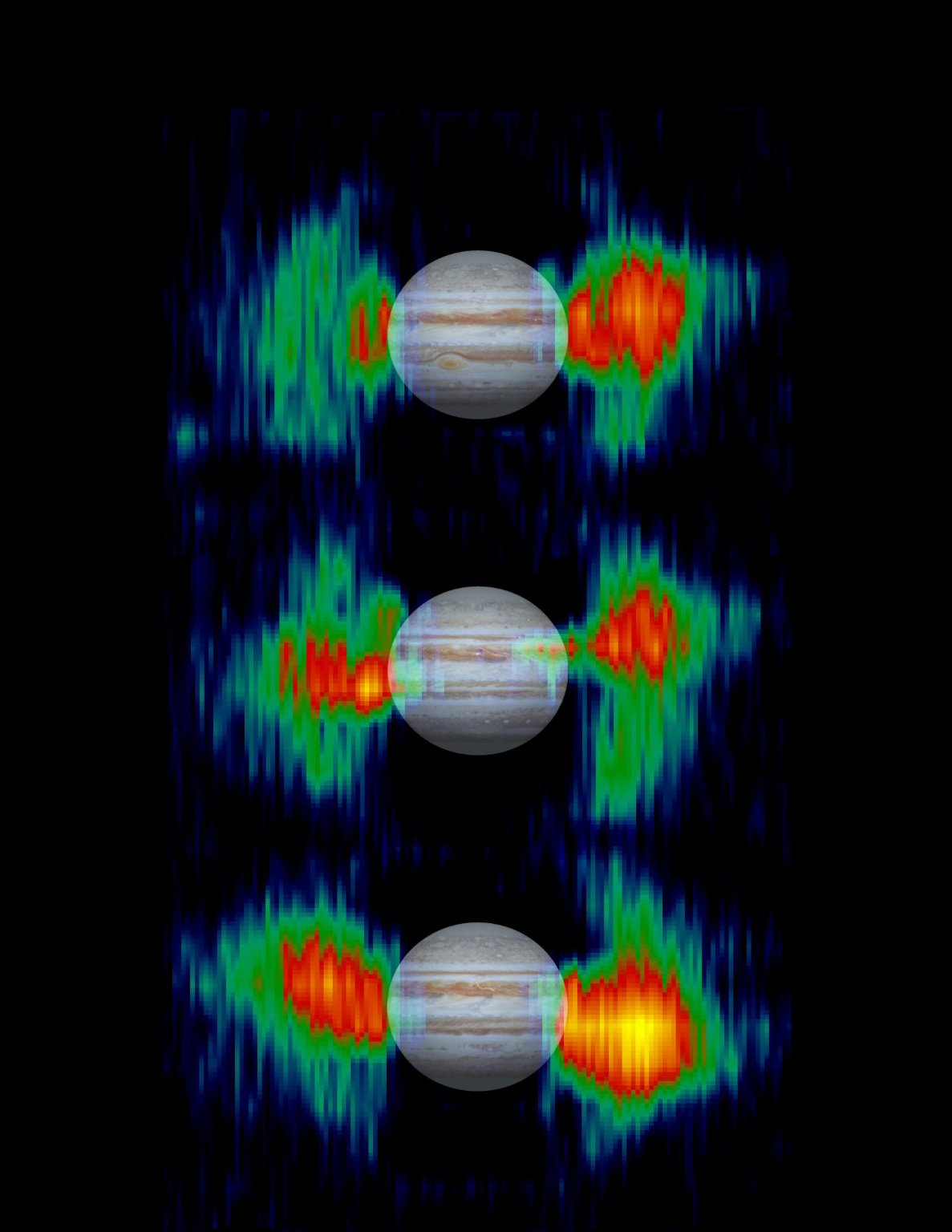
Переменчивость радиационных поясов Юпитера

Близкие к Юпитеру планетарные кольца и малые спутники поглощают высоко-энергетические частицы (с энергией более 10 кэВ) из радиационных поясов. Это создает заметные перемены в пространственном распределении поясов и влияет на дециметровое синхротронное излучение. Интересно что само существование колец Юпитера было предположено на основании данных с КА Пионер-11, который обнаружил резкое падение количества высоко-энергетических ионов вблизи от планеты. Планетарное магнитное поле сильно влияет на движение суб-микрометровых частиц колец, которые получают электрический заряд под влиянием солнечного ультрафиолета. Их поведение сходно с поведением ротационных ионов. Резонансное взаимодействие между ротационным и орбитальным движением отвечает за появление так называемого «кольца Гало» (расположенного между 1.4 и 1.71 RJ от планеты), которое состоит из субмикрометровых частиц на сильно наклоненных и эксцентричных орбитах. Частицы происходят из Основного кольца; когда они дрейфуют в сторону Юпитера, их орбиты меняются в соответствии с сильным 3:2 «резонансом Лоренца» расположенным на дистанции в 1.71 RJ, который увеличивает их наклонение и эксцентриситет. Другой 2:1 резонанс Лоренца на расстоянии 1,4 Rj определяет внутреннюю границу кольца Гало.
Все Галилеевы спутники обладают тонкими атмосферами с поверхностным давлением в диапазоне от 0.01 до 1 нанобар, но при этом обладают значительными ионосферами с плотностью электронов от 1,000 до 10,000 см−3. Ротационная холодная магнитосферная плазма частично отводится ими благодаря токам создающимся их ионосферами, и создающим структуры именуемые «альфвеновскими крыльями». Взаимодействие крупных спутников с ротационными потоками напоминает взаимодействие солнечного ветра с планетами без магнитного поля — такими как Венера, обычно скорость ротации дозвуковая (скорость варьируется от 74 до 328 м/с), что предотвращает формирование головной ударной волны. Давление от ротационной плазмы удаляет газы из атмосферы спутников (особо на Ио), и многие из их атомов ионизируются и вовлекаются в ротацию. Этот процесс создает газовые и плазменные торы вблизи от орбит спутников и среди них тор Ио наиболее заметен. В сущности, Галилеевы спутники (в основном Ио) служат основными источниками плазмы в юпитерианской внутренней и средней магнитосфере. Между тем, энергетические частицы в основном не зависят от альфвеновских крыльев и имеют свободный доступ к поверхности спутников (исключая Ганимед).

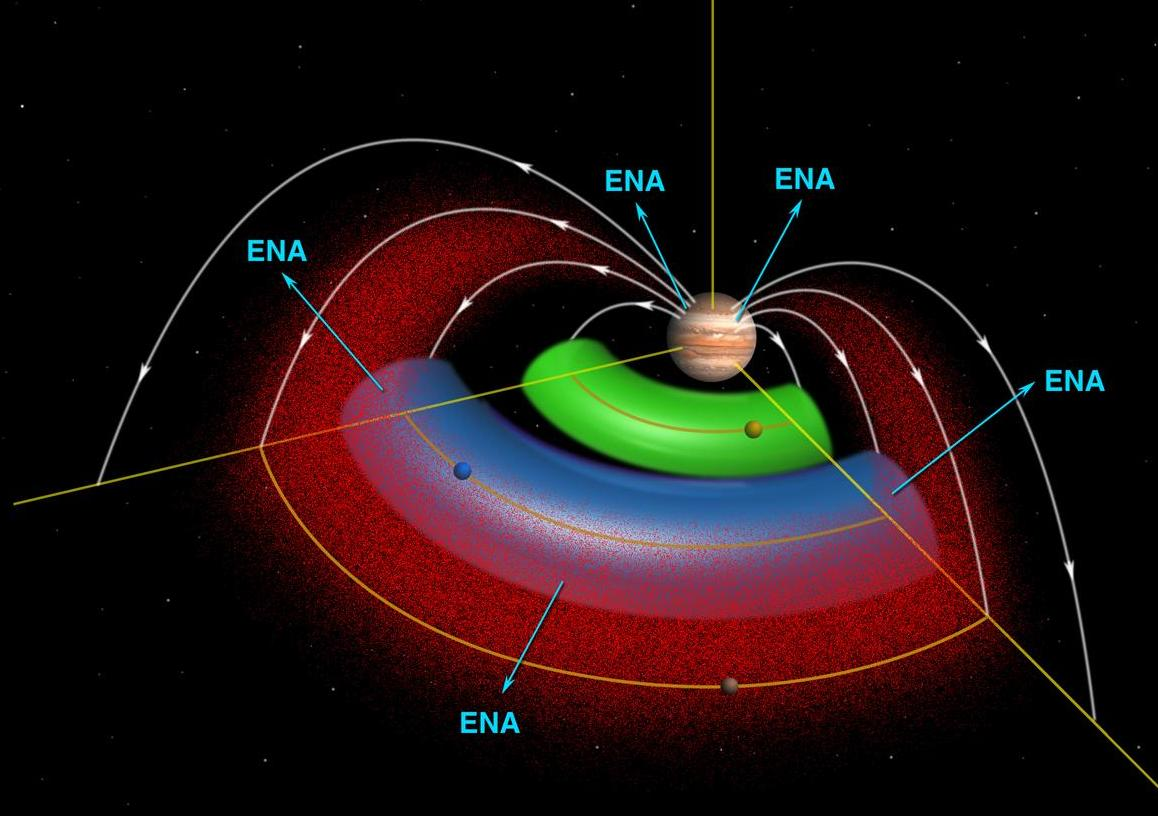
Плазменный торус, создаваемый Ио и Европой

Ледяные Галилеевы спутники, Европа, Ганимед и Каллисто, все создают индукционный магнитный момент в ответ на изменения в Юпитерианском магнитном поле. Эти различные магнитные моменты создают дипольные магнитные поля вокруг них, которые компенсируют изменения окружающей среды. Как считается, индукция происходит в приповерхностных слоях с солёной водой, которая, как считается, есть на всех крупных ледяных спутниках Юпитера. В этих подземных океанах могла бы существовать жизнь, и доказательства их существования были одним из самых важных открытий Галилео.
Взаимодействие юпитерианской магнитосферы с Ганимедом, у которого есть соответственный магнитный момент, отличается от его взаимодействия со спутниками, лишёнными магнитных полей. Внутреннее магнитное поле Ганимед создает своего рода полость внутри магнитосферы Юпитера с диаметром в примерно два Ганимедовых, своего рода мини-магнитосферу внутри Юпитерианской. Магнитное поле Ганимеда заставляет ротационную плазму обтекать его стороной. Это также служит защитой экваториальным районам спутника, где силовые магнитные линии закрыты, от энергетических частиц. Однако те свободно ударяются о поверхность спутника в районе полюсов, где силовые магнитные линии по прежнему открыты. Множество энергетических частиц захватываются в районе экватора Ганимеда, создавая миниатюрные радиационные пояса. Электроны большой энергии, входящие в тонкую атмосферу спутника, отвечают за наблюдаемые на Ганимеде полярные сияния.
Заряженные частицы оказывают значимое влияние на поверхностные характеристики Галилеевых спутников. Плазма, происходящая с Ио, уносит с собой немало ионов серы и натрия далеко от спутника, где они оседают в основном на ведомых полушариях Европы и Ганимеда. На Каллисто, однако, по неизвестным причинам сера скапливается в районе ведущего полушария. Плазма также скорее всего отвечает за потемнение ведомых полушарий Галилеевых спутников (опять же, за исключением Каллисто). Электроны большой энергии и ионы единым потоком бомбардируют поверхностный лёд спутников и вызывают радиолиз воды и прочих химических соединений. Частицы высокой энергии разбивают воду на кислород и водород, поддерживая тонкую кислородную атмосферу ледяных спутников (потому как водород улетучивается более быстро). Соединения, получаемые поверхностями Галилеевых спутников через радиолиз, также включают озон и пероксид водорода. Если есть органика или карбонаты, должны быть и диоксид углерода, метанол и угольная кислота. При наличии серы будут присутствовать диоксид серы, персульфид водорода и серная кислота. Окислители, образующиеся при радиолизе, такие как кислород и озон, могут замерзать во льдах и попадать на дно подледных океанов, и служить возможными источниками для жизни.

## Открытие

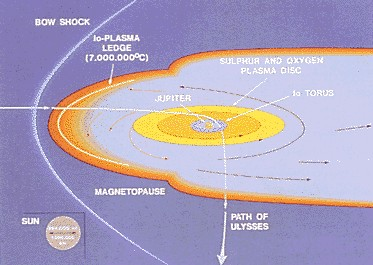
Путь КА Улисс через магнитосферу Юпитера в 1992 году

Первые свидетельства существования магнитного поля у Юпитера появились в 1955 году с открытием его декаметрового радиоизлучения. Так как спектр декаметрового радиоизлучения продолжался до 40 МГц, астрономы предположили, что Юпитер должен обладать магнитным полем с напряженностью около 1 миллитеслы (10 гауссов).
В 1959 году наблюдения в микроволновой части электромагнитного спектра (0,1-10 ГГц) привели к открытию юпитерианского дециметрового радиоизлучения (DIM) и к осознанию того что это синхротронное излучение, испускаемое релятивистскими электронами, захваченными в радиационных поясах планеты. Полученные данные о синхротронном излучении использовались для оценки количества и энергии электронов вокруг Юпитера, а также привели к улучшению оценки магнитного момента и его наклона.
К 1973 году магнитный момент был почти точно известен, а его наклон установили как 10°. Модуляции в декаметровом диапазоне, вызванные Ио (так называемое излучение Io-DAM), были открыты в 1964 году и позволили уточнить период вращения планеты. Окончательное подтверждение существования магнитного поля Юпитера произошло в 1973 году, когда в окрестностях планеты пролетел «Пионер-10».

## Исследования после 1970-х годов
На 2015 год, в общей сложности 8 космических аппаратов пролетали в непосредственной близости от Юпитера и все они внесли свой вклад в понимание магнитосферы этой планеты-гиганта. Первым космическим зондом достигшим Юпитера — был Пионер-10 в декабре 1973 года, и прошедший на дистанции в 2.9 RJ от центра планеты. Его близнец — Пионер-11 посетил Юпитер годом позднее, следуя по высоко-наклонной траектории и прошел уже ближе — в 1.6 RJ от планеты.
Программа Пионер помогла лучше понять внутреннее магнитное поле Юпитера. Уровень радиации вблизи от Юпитера оказался в десять раз более мощным чем разработчики аппаратов Пионер' ожидали, и это родило сомнение в том что аппараты переживут пролёт; однако, несмотря на некоторые сбои, Пионерам удалось пройти сквозь радиационные пояса, сохраненные тем фактом что магнитосфера Юпитера «болталась» немного вверх по траектории полета, удаляясь от аппарата. Однако, Пионер 11 потерял большую часть фотографий Ио, что вызвало сбои в работе бортового Поляриметра и заставило его принимать спорадические команды. Последовавшие за «Пионерами» — Вояджеры были переработаны таким образом чтобы оставаться работоспособными даже в агрессивной радиационной среде.
Вояджеры 1 и 2 прибыли к Юпитеру в 1979—1980 годах и проследовали практически в экваториальной плоскости. Вояджер-1 проследовал на расстоянии в 5 RJ от центра планеты, и первым столкнулся плазменным тором Ио. Вояджер-2 прошел на расстоянии в 10 RJ и обнаружил токи в экваториальной плоскости. Следующим зондом, прошедшим около Юпитера, стал в 1992 году Улисс, изучивший полярную магнитосферу.
Галилео вращался на орбите вокруг Юпитера с 1995 по 2003 год, и обеспечил всеохватывающее покрытие Юпитерианской магнитосферы в экваториальной плоскости вплоть до расстояния в 100 RJ. Также были исследованы магнитный хвост и рассветная с закатной частью магнитосферы. Несмотря на то что Галилео успешно выдержал тяжелую радиационную обстановку вблизи от Юпитера, все равно возникали технические неполадки. В частности гироскопы работали с ошибками. Несколько раз электрические дуги, прошедшие между вращающимися и неподвижными частями зонда, вызвали его переход в безопасный режим, что привело к полной утрате данных о 16, 18 и 33 пролетах. Радиация также вызвала фазовые сдвиги в считавшемся ультра-стабильным кварцевом генераторе.
Когда КА Кассини пролетал около Юпитера в 2000 году, он координировал измерения с Галилео. Последним же зондом, пролетавшим мимо Юпитера, были «Новые горизонты» в 2007 году, проведшие уникальные в своем роде исследования магнитного хвоста, и пролетев вдоль него 2500 RJ. Тем не менее охват и покрытие Юпитерианской магнитосферы остается слабым. Будущие исследования (Юнона, например) будут иметь важное значение для понимания динамики магнитосферы этой планеты.
В 2003 году НАСА провело и опубликовало концептуальное исследование под названием «исследование человечеством внешних планет» (англ. HOPE) в отношении будущего освоения людьми внешней Солнечной системы. Обсуждалась возможность постройки поверхностной базы на Каллисто, благодаря низкому уровню радиации из за удаления от Юпитера, и геологической стабильности спутника. Каллисто на данный момент единственный галилеев спутник Юпитера, разведка которого человеком возможна. Уровень ионизирующего излучения на Ио, Европе и Ганимеде невыносим для человеческого организма, и адекватные меры противодействия ему ещё только предстоит разработать.

## Цитируемые источники
- Bhardwaj, A.; Gladstone, G.R. Auroral emissions of the giant planets (англ.) // Reviews of Geophysics[англ.] : journal. — 2000. — Vol. 38, no. 3. — P. 295—353. — doi:10.1029/1998RG000046. — Bibcode: 2000RvGeo..38..295B.
- Blanc, M.; Kallenbach, R.; Erkaev, N. V. Solar System magnetospheres (англ.) // Space Science Reviews : journal. — Springer, 2005. — Vol. 116, no. 1—2. — P. 227—298. — doi:10.1007/s11214-005-1958-y. — Bibcode: 2005SSRv..116..227B.
- Bolton, S.J.; Janssen, M. et al. Ultra-relativistic electrons in Jupiter's radiation belts (англ.) // Nature : journal. — 2002. — Vol. 415, no. 6875. — P. 987—991. — doi:10.1038/415987a. — Bibcode: 2002Natur.415..987B. — PMID 11875557.
- Burke, B.F.; Franklin, K. L. Observations of a variable radio source associated with the planet Jupiter (англ.) // Journal of Geophysical Research[англ.] : journal. — 1955. — Vol. 60, no. 2. — P. 213—217. — doi:10.1029/JZ060i002p00213. — Bibcode: 1955JGR....60..213B.
- Burns, J.A.; Simonelli, D. P.; Showalter; Hamilton; Porco; Throop; Esposito (2004). Jupiter's ring-moon system (PDF). In Bagenal, F.; et al. (eds.). Jupiter: The Planet, Satellites and Magnetosphere. Cambridge University Press. p. 241. Bibcode:2004jpsm.book..241B. ISBN 0-521-81808-7.
- Clarke, J.T.; Ajello, J. et al. Ultraviolet emissions from the magnetic footprints of Io, Ganymede and Europa on Jupiter (англ.) // Nature : journal. — 2002. — Vol. 415, no. 6875. — P. 997—1000. — doi:10.1038/415997a. — PMID 11875560.
- Cooper, J. F.; Johnson, R. E. et al. Energetic ion and electron irradiation of the icy Galilean satellites (англ.) // Icarus : journal. — Elsevier, 2001. — Vol. 139, no. 1. — P. 133—159. — doi:10.1006/icar.2000.6498. — Bibcode: 2001Icar..149..133C. Архивировано 25 февраля 2009 года.
- Cowley, S.W. H.; Bunce, E. J. Origin of the main auroral oval in Jupiter's coupled magnetosphere–ionosphere system (англ.) // Planetary and Space Science : journal. — 2001. — Vol. 49, no. 10—11. — P. 1067—1066. — doi:10.1016/S0032-0633(00)00167-7. — Bibcode: 2001P&SS...49.1067C.
- Cowley, S.W. H.; Bunce, E. J. Modulation of Jovian middle magnetosphere currents and auroral precipitation by solar wind-induced compressions and expansions of the magnetosphere: initial response and steady state (англ.) // Planetary and Space Science : journal. — 2003. — Vol. 51, no. 1. — P. 31—56. — doi:10.1016/S0032-0633(02)00130-7. — Bibcode: 2003P&SS...51...31C.
- Drake, F. D.; Hvatum, S. Non-thermal microwave radiation from Jupiter (англ.) // Astronomical Journal : journal. — 1959. — Vol. 64. — P. 329. — doi:10.1086/108047. — Bibcode: 1959AJ.....64S.329D.
- Elsner, R. F.; Ramsey, B. D. et al. X-ray probes of magnetospheric interactions with Jupiter's auroral zones, the Galilean satellites, and the Io plasma torus (англ.) // Icarus : journal. — Elsevier, 2005. — Vol. 178, no. 2. — P. 417—428. — doi:10.1016/j.icarus.2005.06.006. — Bibcode: 2005Icar..178..417E.
- Fieseler, P.D.; Ardalan, S. M. et al. The radiation effects on Galileo spacecraft systems at Jupiter (англ.) // Nuclear Science : journal. — 2002. — Vol. 49, no. 6. — P. 2739—2758. — doi:10.1109/TNS.2002.805386. — Bibcode: 2002ITNS...49.2739F. Архивировано 19 июля 2011 года.
- Hill, T. W.; Dessler, A. J. Space physics and astronomy converge in exploration of Jupiter's Magnetosphere (англ.) // Earth in Space : journal. — 1995. — Vol. 8, no. 32. — P. 6. — doi:10.1029/95EO00190. — Bibcode: 1995EOSTr..76..313H. Архивировано 1 мая 1997 года.
- Hibbitts, C.A.; McCord, T.B.; Hansen, T.B. Distribution of CO2 and SO2 on the surface of Callisto (англ.) // Journal of Geophysical Research[англ.] : journal. — 2000. — Vol. 105, no. E9. — P. 22,541—557. — doi:10.1029/1999JE001101. — Bibcode: 2000JGR...10522541H.
- Johnson, R.E.; Carlson, R.V.; et al. (2004). Radiation Effects on the Surfaces of the Galilean Satellites (PDF). In Bagenal, F.; et al. (eds.). Jupiter: The Planet, Satellites and Magnetosphere. Cambridge University Press. ISBN 0-521-81808-7. Архивировано (PDF) 30 апреля 2016.
- Khurana, K.K.; Kivelson, M. G.; et al. (2004). The configuration of Jupiter's magnetosphere (PDF). In Bagenal, F.; Dowling, T.E.; McKinnon, W.B. (ed.). Jupiter: The Planet, Satellites and Magnetosphere. Cambridge University Press. ISBN 0-521-81808-7.{{cite encyclopedia}}:  Википедия:Обслуживание CS1 (множественные имена: editors list) (ссылка)
- Kivelson, M.G. The current systems of the Jovian magnetosphere and ionosphere and predictions for Saturn (англ.) // Space Science Reviews : journal. — Springer, 2005. — Vol. 116, no. 1—2. — P. 299—318. — doi:10.1007/s11214-005-1959-x. — Bibcode: 2005SSRv..116..299K.
- Kivelson, M.G.; Bagenal, F.; et al. (2004). Magnetospheric interactions with satellites (PDF). In Bagenal, F.; Dowling, T.E.; McKinnon, W.B. (ed.). Jupiter: The Planet, Satellites and Magnetosphere. Cambridge University Press. ISBN 0-521-81808-7.{{cite encyclopedia}}:  Википедия:Обслуживание CS1 (множественные имена: editors list) (ссылка)
- Krupp, N.; Vasyliunas, V.M.; et al. (2004). Dynamics of the Jovian Magnetosphere (PDF). In Bagenal, F.; et al. (eds.). Jupiter: The Planet, Satellites and Magnetosphere. Cambridge University Press. ISBN 0-521-81808-7.
- Krupp, N. New surprises in the largest magnetosphere of Our Solar System (англ.) // Science : journal. — 2007. — Vol. 318, no. 5848. — P. 216—217. — doi:10.1126/science.1150448. — Bibcode: 2007Sci...318..216K. — PMID 17932281.
- Miller, Steve; Aylward, Alan; Millward, George. Giant Planet Ionospheres and Thermospheres: The Importance of Ion-Neutral Coupling (англ.) // Space Science Reviews : journal. — Springer, 2005. — Vol. 116, no. 1—2. — P. 319—343. — doi:10.1007/s11214-005-1960-4. — Bibcode: 2005SSRv..116..319M.
- Nichols, J. D.; Cowley, S. W. H.; McComas, D. J. Magnetopause reconnection rate estimates for Jupiter's magnetosphere based on interplanetary measurements at ~5 AU (англ.) // Annales Geophysicae[англ.] : journal. — 2006. — Vol. 24, no. 1. — P. 393—406. — doi:10.5194/angeo-24-393-2006. — Bibcode: 2006AnGeo..24..393N.
- Palier, L.; Prangé, Renée. More about the structure of the high latitude Jovian aurorae (англ.) // Planetary and Space Science : journal. — 2001. — Vol. 49, no. 10—11. — P. 1159—1173. — doi:10.1016/S0032-0633(01)00023-X. — Bibcode: 2001P&SS...49.1159P.
- Russell, C.T. Planetary Magnetospheres (англ.) // Reports on Progress in Physics[англ.] : journal. — 1993. — Vol. 56, no. 6. — P. 687—732. — doi:10.1088/0034-4885/56/6/001. — Bibcode: 1993RPPh...56..687R.
- Russell, C.T. The dynamics of planetary magnetospheres (англ.) // Planetary and Space Science : journal. — 2001. — Vol. 49, no. 10—11. — P. 1005—1030. — doi:10.1016/S0032-0633(01)00017-4. — Bibcode: 2001P&SS...49.1005R.
- Russell, C.T.; Khurana, K.K.; Arridge, C.S.; Dougherty, M.K. The magnetospheres of Jupiter and Saturn and their lessons for the Earth (англ.) // Advances in Space Research[англ.] : journal. — Elsevier, 2008. — Vol. 41, no. 8. — P. 1310—1318. — doi:10.1016/j.asr.2007.07.037. — Bibcode: 2008AdSpR..41.1310R. Архивировано 15 февраля 2012 года.
- Santos-Costa, D.; Bourdarie, S.A. Modeling the inner Jovian electron radiation belt including non-equatorial particles (англ.) // Planetary and Space Science : journal. — 2001. — Vol. 49, no. 3—4. — P. 303—312. — doi:10.1016/S0032-0633(00)00151-3. — Bibcode: 2001P&SS...49..303S.
- Smith, E. J.; Davis, L. Jr. et al. The Planetary Magnetic Field and Magnetosphere of Jupiter: Pioneer 10 (англ.) // Journal of Geophysical Research[англ.] : journal. — 1974. — Vol. 79, no. 25. — P. 3501—3513. — doi:10.1029/JA079i025p03501. — Bibcode: 1974JGR....79.3501S.
- Troutman, P.A.; Bethke, K. et al. Revolutionary concepts for Human Outer Planet Exploration (HOPE) (англ.) // American Institute of Physics Conference Proceedings : journal. — 2003. — 28 January (vol. 654). — P. 821—828. — doi:10.1063/1.1541373.
- Williams, D.J.; Mauk, B.; McEntire, R. W. Properties of Ganymede's magnetosphere as revealed by energetic particle observations (англ.) // Journal of Geophysical Research[англ.] : journal. — 1998. — Vol. 103, no. A8. — P. 17,523—534. — doi:10.1029/98JA01370. — Bibcode: 1998JGR...10317523W.
- Wolverton, M. The Depths of Space (неопр.). — Joseph Henry Press[англ.], 2004. — ISBN 978-0-309-09050-6.
- Zarka, P.; Kurth, W. S. Auroral radio emissions at the outer planets: Observations and theory (англ.) // Journal of Geophysical Research[англ.] : journal. — 1998. — Vol. 103, no. E9. — P. 20,159—194. — doi:10.1029/98JE01323. — Bibcode: 1998JGR...10320159Z.
- Zarka, P.; Kurth, W. S. Radio wave emissions from the outer planets before Cassini (англ.) // Space Science Reviews : journal. — Springer, 2005. — Vol. 116, no. 1—2. — P. 371—397. — doi:10.1007/s11214-005-1962-2. — Bibcode: 2005SSRv..116..371Z.

## Рекомендуется к прочтению
- Carr, Thomas D.; Gulkis, Samuel. The magnetosphere of Jupiter (англ.) // Annual Review of Astronomy and Astrophysics[англ.] : journal. — 1969. — Vol. 7, no. 1. — P. 577—618. — doi:10.1146/annurev.aa.07.090169.003045. — Bibcode: 1969ARA&A...7..577C.
- Edwards, T.M.; Bunce, E.J.; Cowley, S.W.H. A note on the vector potential of Connerney et al.'s model of the equatorial current sheet in Jupiter's magnetosphere (англ.) // Planetary and Space Science : journal. — 2001. — Vol. 49, no. 10—11. — P. 1115—1123. — doi:10.1016/S0032-0633(00)00164-1. — Bibcode: 2001P&SS...49.1115E.
- Gladstone, G.R.; Waite, J.H.; Grodent, D. A pulsating auroral X-ray hot spot on Jupiter (англ.) // Nature. — 2002. — Vol. 415, no. 6875. — P. 1000—1003. — doi:10.1038/4151000a. — Bibcode: 2002Natur.415.1000G. — PMID 11875561.
- Kivelson, Margaret G.; Khurana, Krishan K.; Walker, Raymond J. Sheared magnetic field structure in Jupiter's dusk magnetosphere: Implications for return currents (англ.) // Journal of Geophysical Research[англ.] : journal. — 2002. — Vol. 107, no. A7. — P. 1116. — doi:10.1029/2001JA000251. — Bibcode: 2002JGRA..107.1116K.
- Kivelson, M.G. Transport and acceleration of plasma in the magnetospheres of Earth and Jupiter and expectations for Saturn (англ.) // Advances in Space Research[англ.] : journal. — Elsevier, 2005. — Vol. 36, no. 11. — P. 2077—2089. — doi:10.1016/j.asr.2005.05.104. — Bibcode: 2005AdSpR..36.2077K.
- Kivelson, Margaret G.; Southwood, David J. First evidence of IMF control of Jovian magnetospheric boundary locations: Cassini and Galileo magnetic field measurements compared (англ.) // Planetary and Space Science : journal. — 2003. — Vol. 51, no. A7. — P. 891—898. — doi:10.1016/S0032-0633(03)00075-8. — Bibcode: 2003P&SS...51..891K.
- McComas, D.J.; Allegrini, F.; Bagenal, F. et al. Diverse Plasma Populations and Structures in Jupiter's Magnetotail (англ.) // Science : journal. — 2007. — Vol. 318, no. 5848. — P. 217—220. — doi:10.1126/science.1147393. — Bibcode: 2007Sci...318..217M. — PMID 17932282.
- Maclennan, G.G.; Maclennan, L.J.; Lagg, Andreas. Hot plasma heavy ion abundance in the inner Jovian magnetosphere (<10 Rj) (англ.) // Planetary and Space Science : journal. — 2001. — Vol. 49, no. 3—4. — P. 275—282. — doi:10.1016/S0032-0633(00)00148-3. — Bibcode: 2001P&SS...49..275M.
- Russell, C.T.; Yu, Z.J.; Kivelson, M.G. The rotation period of Jupiter (неопр.) // Geophysics Research Letters. — 2001. — Т. 28, № 10. — С. 1911—1912. — doi:10.1029/2001GL012917. — Bibcode: 2001GeoRL..28.1911R.
- Zarka, Philippe; Queinnec, Julien; Crary, Frank J. Low-frequency limit of Jovian radio emissions and implications on source locations and Io plasma wake (англ.) // Planetary and Space Science : journal. — 2001. — Vol. 49, no. 10—11. — P. 1137—1149. — doi:10.1016/S0032-0633(01)00021-6. — Bibcode: 2001P&SS...49.1137Z.